# Arena (Włochy)
Arena – miejscowość i gmina we Włoszech, w regionie Kalabria, w prowincji Vibo Valentia.
Według danych na rok 2004 gminę zamieszkuje 1895 osób, 59,2 os./km².